# Казе Фјорио (Торино)
Казе Фјорио је насеље у Италији у округу Торино, региону Пијемонт.
Према процени из 2011. у насељу је живело 12 становника. Насеље се налази на надморској висини од 861 м.